# Jackson (Karolina Północna)
Jackson – miasto w Stanach Zjednoczonych, w stanie Karolina Północna, w hrabstwie Northampton.